# São João dos Angolares
São João dos Angolares è un centro abitato dello Stato africano di São Tomé e Príncipe, situato sull'isola di São Tomé.